# Cueva de las Yeseras
Cueva de las Yeseras este o arie protejată (arie specială de conservare — SAC, sit de importanță comunitară — SCI) din Spania întinsă pe o suprafață de 1,2 ha, integral pe uscat.

## Localizare
Centrul sitului Cueva de las Yeseras este situat la coordonatele 38°04′48″N 1°01′50″W / 38.0801°N 1.0306°V.

## Înființare
Situl Cueva de las Yeseras a fost declarat sit de importanță comunitară în aprilie 1999 pentru a proteja 4 specii de animale. Situl a fost protejat și ca arie specială de conservare în martie 2017.

## Biodiversitate
Situată în ecoregiunea mediteraneană, aria protejată conține 4 habitate naturale: Pajiști carstice calcaroase sau bazofile, de Alysso-Sedion albi, Pante stâncoase calcaroase cu vegetație casmofită, Tufărișuri termo-mediteraneene și de pre-deșert, Tufărișuri halo-nitrofile (Pegano-Salsoletea).
La baza desemnării sitului se află mai multe specii protejate de  mamifere (4): liliac cu aripi lungi (Miniopterus schreibersii), liliac cu picioare lungi (Myotis capaccinii), liliacul mare cu potcoavă (Rhinolophus ferrumequinum), liliacul mic cu potcoavă (Rhinolophus hipposideros).
Pe lângă speciile protejate, pe teritoriul sitului au mai fost identificate 2 specii de plante, 3 specii de mamifere.